# 贾诺韦图斯托
贾诺韦图斯托（義大利語：Giano Vetusto），是意大利卡塞塔省的一个市镇。总面积11平方公里，人口667人，人口密度60.6人/平方公里（2009年）。ISTAT代码为061040。